# Власьево (Хабаровский край)
Вла́сьево — село в Николаевском районе Хабаровского края.

## История
Село образовано русскими поселенцами в начале XX века.

## Население
| 1992 | 2002 | 2010 | 2011 | 2012 | 2014 | 2015 |
| ---- | ---- | ---- | ---- | ---- | ---- | ---- |
| 75   | ↘40  | ↘18  | →18  | ↘13  | ↘11  | ↘10  |
| 2016 | 2017 | 2018 | 2020 | 2021 |      |      |
| ↘8   | ↘7   | →7   | →7   | →7   |      |      |

## Экономика
Ловля рыбы и морских животных.